# AKB 1/149 戀愛總選舉
《AKB 1/149 戀愛總選舉》是由南夢宮萬代於2012年12月20日發行在PlayStation Portable和PlayStation Vita平台，以日本偶像團體AKB48為題材的戀愛模擬遊戲。遊戲獲健力士世界紀錄大全認證為「世界最多歌手登場的遊戲」。

## 概要
遊戲承襲前作《AKB 1/48 愛上偶像》和《AKB 1/48 愛上偶像 in 關島》的模式，通過電話、短訊和約會等形式與偶像模擬戀愛，約會對像由從前的AKB48的48位成員擴展至連同SKE48、NMB48和HKT48，總共153人，因此最初遊戲名稱是「AKB1/153 戀愛總選舉」。後來SKE48成員若林倫香、HKT48成員古森結衣、菅本裕子和谷口愛理離隊，遊戲名稱隨之改為「AKB1/149 戀愛總選舉」。
遊戲分為通常版和初回限定生產版 超豪華誰得BOX兩種版本，通常版包含安裝光碟、遊戲運行光碟和3張生寫真；初回生產限定版則包含安裝光碟、遊戲運行光碟、4張AKB48製作特輯DVD、3張SKE48製作特輯DVD、兩張NMB48製作特輯DVD、一張HKT48製作特輯DVD、150頁以上的特別泳裝圖片集、特製內容下載代碼卡、KISS告白下載代碼卡、10張生寫真和特製包裝盒。

## 宣傳
2012年8月6日，製作商南夢宮萬代舉行遊戲製作記者發佈會，由AKB48成員大島優子、高橋南、SKE48成員松井玲奈、松井珠理奈、NMB48成員山本彩、渡邊美優紀、HKT48成員兒玉遙和宮脇咲良擔任記者會的特別嘉賓。同時購入遊戲和PlayStation Vita的買家會限量獲贈特製PlayStation Vita袋。遊戲總共有六款電視廣告，由AKB48成員大島優子、高橋南和渡邊麻友各自演出兩款。

## 遊戲方式
玩家進入遊戲後可以致電其中一位成員來進行約會，約會期間成員會向玩家發問問題，如果回答錯誤的話，成員的名字將會在電話簿內被自動刪除，在未向其他成員告白前將無法再致電給該成員，但是仍然有機會通過對方發送短訊給玩家，從而讓成員的名字重新出現在電話簿上。通過多次約會，玩家能夠提升與成員的好感度，從而觸發成員向玩家告白。另一方面，遊戲新增「團隊精神」（グループの絆）模式，當玩家拒絕某一組的成員的話，該組的成員的好感度均會下滑，反之當玩家連續某一組的成員約會的話，該組的成員的好感度均會提升，如果連續約會同一組的成員，系統會逐漸排取其他組的成員，只留下同一組的成員供玩家約會。遊戲的背景音樂分別是《GIVE ME FIVE!》、《仲夏的Sounds good!》、《格子花紋》、《UZA》、《戀愛總選舉》、《不是正義使者的英雄》、《單戀Finally》、《I love you 我愛你！》、《接吻可是左撇子》、《純情U-19》、《海岸邊最可愛的女孩！》和《Virginity》。

## 銷量
遊戲在發賣首天的出貨數量是25萬，遊戲系列累積出貨數量突破100萬，而遊戲則以14萬4千的銷量位列遊戲榜銷售榜第3位。

## 角色
遊戲中出場的是2012年8月27日前的AKB48、SKE48、NMB48和HKT48的正式成員。如以下所列：
| AKB48      | AKB48      | AKB48      | AKB48      | SKE48      | SKE48      | SKE48      | NMB48      | NMB48      | HKT48      |
| Team A     | Team K     | Team B     | Team 4     | Team S     | Team KII   | Team E     | Team N     | Team M     | Team H     |
| 岩佐美咲   | 秋元才加   | 石田晴香   | 阿部瑪利亞 | 大矢真那   | 赤枝里里奈 | 磯原杏華   | 小笠原茉由 | 太田里織菜 | 穴井千尋   |
| 多田愛佳   | 板野友美   | 河西智美   | 市川美織   | 加藤琉美   | 阿比留李帆 | 上野圭澄   | 門脇佳奈子 | 沖田彩華   | 植木南央   |
| 大家志津香 | 內田真由美 | 柏木由紀   | 入山杏奈   | 木崎由里亞 | 石田安奈   | 梅本圓     | 岸野里香   | 川上禮奈   | 熊澤世莉奈 |
| 片山陽加   | 梅田彩佳   | 北原里英   | 岩田華怜   | 木下有希子 | 小木曾汐莉 | 金子栞     | 木下春奈   | 木下百花   | 兒玉遙     |
| 倉持明日香 | 大島優子   | 小林香菜   | 大場美奈   | 桑原瑞希   | 加藤智子   | 木本花音   | 小谷里步   | 島田玲奈   | 指原莉乃   |
| 小嶋陽菜   | 菊地彩香   | 小森美果   | 加藤玲奈   | 須田亞香里 | 後藤理沙子 | 小林亞實   | 近藤里奈   | 城惠理子   | 下野由貴   |
| 篠田麻里子 | 田名部生来 | 佐藤亞美菜 | 川榮李奈   | 高田志織   | 佐藤聖羅   | 酒井萌衣   | 篠原栞那   | 高野祐衣   | 田中菜津美 |
| 高城亞樹   | 中塚智實   | 佐藤堇     | 島崎遙香   | 出口陽     | 佐藤實繪子 | 柴田阿彌   | 上西惠     | 谷川愛梨   | 中西智代梨 |
| 高橋南     | 仁藤萌乃   | 佐藤夏希   | 島田晴香   | 中西優香   | 高柳明音   | 高木由麻奈 | 白間美瑠   | 肥川彩愛   | 松岡菜摘   |
| 仲川遙香   | 野中美鄉   | 鈴木紫帆里 | 高橋朱里   | 平田璃香子 | 秦佐和子   | 竹內舞     | 福本愛菜   | 藤田留奈   | 宮脇咲良   |
| 中田千智   | 藤江麗奈   | 鈴木瑪莉亞 | 竹內美宥   | 平松可奈子 | 古川愛李   | 都築里佳   | 松田栞     | 三田麻央   | 村重杏奈   |
| 仲谷明香   | 松井咲子   | 近野莉菜   | 田野優花   | 松井珠理奈 | 松本梨奈   | 原望奈美   | 山口夕輝   | 村上文香   | 本村碧唯   |
| 前田敦子   | 峯岸南     | 增田有華   | 仲俁汐里   | 松井玲奈   | 向田茉夏   | 山下由加里 | 山田菜菜   | 村瀨紗英   | 森保圓     |
| 前田亞美   | 宮澤佐江   | 宮崎美穗   | 中村麻里子 | 矢神久美   | 矢方美紀   | －         | 山本彩     | 矢倉楓子   | 若田部遙   |
| 松原夏海   | 橫山由依   | 渡邊麻友   | 永尾瑪利亞 | －         | 山田澪花   | －         | 吉田朱里   | 山岸奈津美 | －         |
| －         | －         | －         | 山內鈴蘭   | －         | －         | －         | 渡邊美優紀 | 與儀凱拉   | －         |

## 外部連結
- （日語） AKB1/149　戀愛總選舉（页面存档备份，存于）（萬代南夢宮遊戲官方網站）